# Jenny Johansson (friidrottare)
Jenny Johansson, född 31 mars 1988, är en svensk friidrottare med diskuskastning som specialitet. 
Jenny Johansson tävlade i diskus vid junior-EM i Hengelo i Nederländerna år 2007 och lyckades ta sig till finalen där hon kom på en 8:e plats på nya pesonliga rekordet 47,30.

## Personliga rekord
Utomhus 
- 5 000 meter – 17:08,76 (Jönköping 22 juni 2005)[3][6]
- Kula – 14,82 (Falun 13 augusti 2004)[3]
- Kula – 13,28 (Esbjerg, Danmark)[6]
- Diskus – 51,90 (Falun 28 juli 2012)[3][6]
- Spjut – 43,05 (Gävle 24 juli 2005)[3]

### Fotnoter
1. ↑  ”Stora SM 2010, dag 2”. trackandfield.se. Arkiverad från originalet den 28 september 2013. https://web.archive.org/web/20130928222604/http://www.trackandfield.se/resultat/2010/100820.htm. Läst 2 september 2013.
2. ↑  ”Stora SM 2013, dag 2”. trackandfield.se. Arkiverad från originalet den 3 september 2013. https://web.archive.org/web/20130903064049/http://www.trackandfield.se/resultat/2013/130830.htm. Läst 2 september 2013.
3. 1 2 3 4 5  ”Personsida på AllAthletics” (på engelska). all-athletics.com. Arkiverad från originalet den 17 november 2017. https://web.archive.org/web/20171117065123/http://www.all-athletics.com/node/148429. Läst 16 november 2017.
4. ↑  ”JEM19: Tre persande finalister!”. friidrott.se. 22 juli 2007. Arkiverad från originalet den 17 november 2017. https://web.archive.org/web/20171117122206/http://www.friidrott.se/nyheter.aspx?id=7249. Läst 16 november 2017.
5. ↑  ”European Athletics U20 Championships - Hengelo 2007” (på engelska). european-athletics.org. http://www.european-athletics.org/competitions/european-athletics-u20-championships/history/year=2007/results/index.html#. Läst 15 november 2017.
6. 1 2 3  ”Personsida på European Athletics' webbplats” (på engelska). european-athletics.org. http://www.european-athletics.org/athletes/group=j/athlete=159080-johansson-jenny/index.html. Läst 16 november 2017.